# Dolphin (fájlkezelő)
A Dolphin ingyenes és nyílt forráskódú fájlkezelő, amely a KDE Plasma asztali környezet alapértelmezett fájlkezelője. A KDE Gear alkalmazáscsomag részeként jelenik meg.
A K Desktop Environment korábbi verzióiban a Konqueror alapértelmezett fájlkezelőként és webböngészőként is szolgált. A felhasználók oldaláról azonban a Konquerort azért kritizálták, mert az egyszerű fájlkezelés szempontjából túlzottan bonyolult volt.
A kritikákra válaszul a két funkciót két külön alkalmazásra bontották szét.
A Dolphin lett KDE SC 4 alapértelmezett fájlkezelője, ezzel átvette a Konqueror ezen szerepét,
amely ugyanakkor továbbra is használható alternatív fájlkezelőként.
A Dolphint a fájlkezelésre optimalizálták, mindezt úgy, hogy közben a lehető legtöbb kódrészlet közös legyen a Konquerorral.
A Konquerort a szétválást követően elsősorban webböngészőként fejlesztik.
2014-ben megkezdődött a Dolphin KDE Frameworks 5-re történő átvitele. 
Ennek befejeztével a Dolphin KDE Frameworks 5 alapú verzióját 2015 augusztusában adták ki a KDE Applications 15.08 részeként.

## Dolphin és K Desktop Environment (KDE) 3
Mivel a KDE SC 4 verzió fejlesztése folyamatban volt, a Dolphin K Desktop Environment 3 verziójának fejlesztését leállították.
A program azonban továbbra is nem hivatalosan elérhető a K Desktop Environment 3 számára D3lphin néven.
A D3lphin számos hibajavítást és egy új oldalsávot tartalmaz, de nincs karbantartva.

## Jellemzők
A Dolphin felhasználói felülete szabadon változtatható, akár egypaneles, akár kétpaneles üzemmódban is képes működni. Szabadon beállítható, hogy ikonnézetet, részletes nézetet vagy oszlopos felépítésű nézetet szeretnénk-e használni a fájlok megtekintésére. A legtöbb fájlról kérésünkre előnézeti képet képes mutatni, az előnézeti képek és ikonok mérete szabadon állítható 16 és 256 képpont között.
- Breadcrumb navigációs sáv: az URL minden részére kattintható
- Három nézetmód: Ikonok, Részletek és Kompakt. A beállítást a Dolphin minden mappához külön megjegyzi.
- Fájlelőnézetek
- Osztott nézetek (fájlok másolására és áthelyezésére)
- Hálózat átláthatósága – a KDE KIO slave-jeinek használata
- Visszavonás / Újra funkció
- Füles (tabos) navigáció
- Tetszőleges számú kiválasztott elem átnevezése egy lépésben
- Baloo (fájlkereső) integráció (beleértve a fájlok keresését, címkézését, értékelését és kommentálását)
- Helysáv, amely integrálódik a Kickoff indító menü „Számítógép” füléhez
- A fájlok rendezése és csoportosítása név, méret, típus vagy egyéb tulajdonságok alapján

## Fordítás
Ez a szócikk részben vagy egészben  a   Dolphin (file manager) című angol Wikipédia-szócikk ezen változatának fordításán alapul.  Az eredeti cikk szerkesztőit annak laptörténete sorolja fel. Ez a jelzés csupán a megfogalmazás eredetét és a szerzői jogokat jelzi, nem szolgál a cikkben szereplő információk forrásmegjelöléseként.